# Caroline Nordengrip

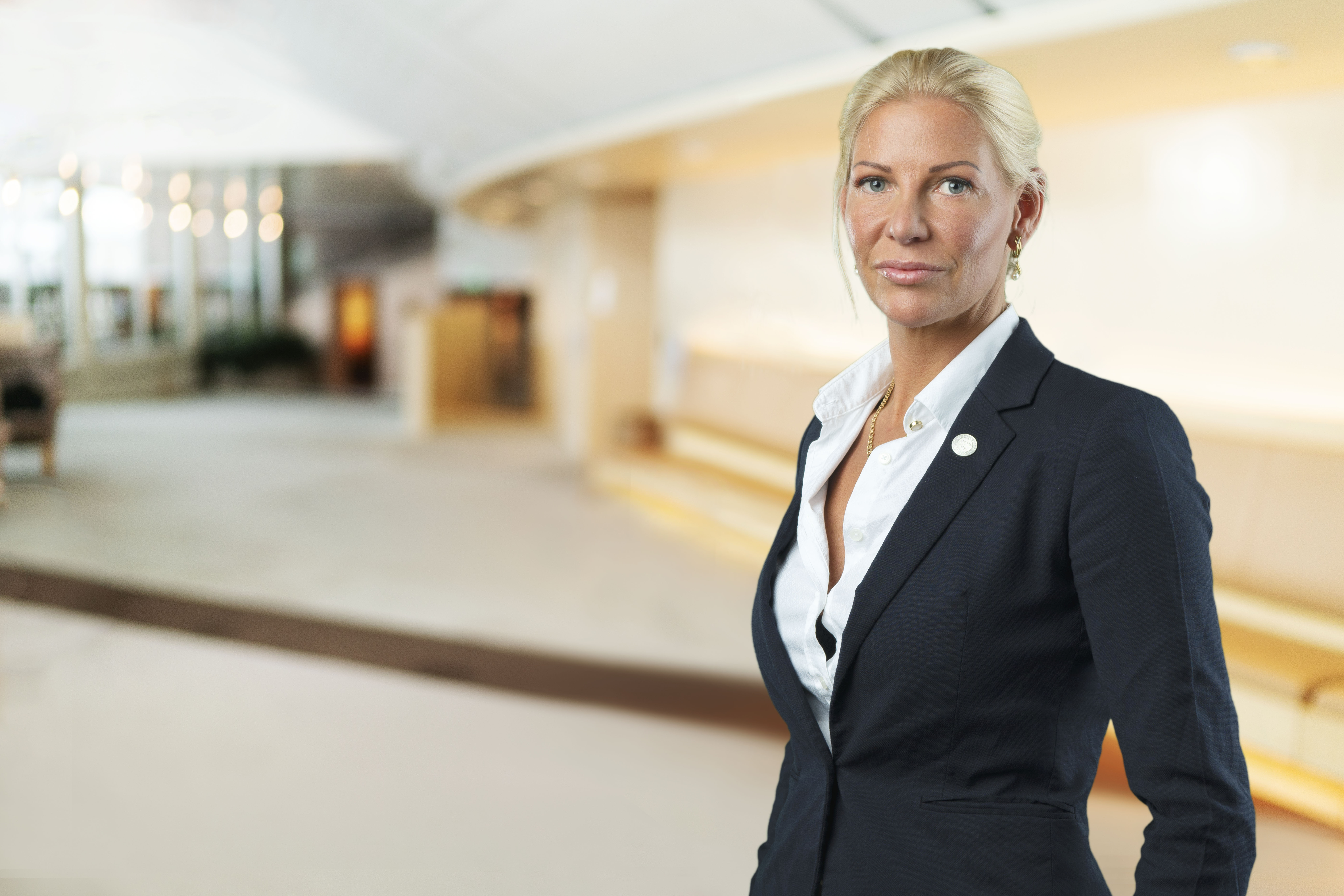
Caroline Nordengrip (2019)

Caroline Nordengrip (* 31. Mai 1980 in Bollebygd) ist eine schwedische ehemalige Reichstagsabgeordnete und Unteroffizierin der Ukrainischen Streitkräfte.

## Biografie
Vor ihrer politischen Karriere arbeitete sie als Produktspezialistin und Lastwagenfahrerin und diente im Militär.
Sie trat zunächst dem Jugendverband der Moderata samlingspartiet bei und wechselte später zu den Sverigedemokraterna. Sie vertrat diese Partei im Gemeinderat von Bollebygd und war dort als Ombudsfrau tätig.
Sie wurde bei der Wahl zum Schwedischen Reichstag 2018 als Vertreterin des Wahlkreises Västra Götalands län-Süd zur Abgeordneten gewählt und war Mitglied des Verteidigungsausschusses.
Im April 2023 unterschrieb sie einen Vertrag, um im ukrainischen Militär zu dienen. Sie ist Unteroffizierin in der 47. mechanisierten Brigade der regulären ukrainischen Armee und bildete ukrainische Rekruten aus.

## Politische Positionen
Nordengrip hatte sich während ihrer Zeit als Reichstagsabgeordnete für die Stärkung des Militärs, die effektive Zustellung von Ressourcen für die Polizei und dem Entgegenwirken von langen Bearbeitungszeiten bei Kinderpornografiedelikten eingesetzt.